# Carlo D'Amore
Carlo D'Amore (Roma, 30 gennaio 1964) è uno scacchista italiano, Maestro Internazionale.

## Biografia
Apprende il gioco giovanissimo ed inizia a frequentare l'Accademia Scacchistica Romana nel 1972 all'età di nove anni. L'anno successivo fa già parte della squadra juniores dell'Accademia al campionato italiano giovanile di Tivoli. Nel 1978 vince il torneo di Pedara in Sicilia e nel 1979, a soli quindici anni d'età, ottiene il titolo di Maestro, il più giovane fino ad allora in Italia.
Nella lista FIDE di gennaio 2010 è all'8º posto nella graduatoria Elo italiana, con 2.484 punti.
Vive a Roma, dove svolge l'attività di psichiatra. Ha utilizzato gli scacchi nella riabilitazione psichiatrica in un'esperienza svolta presso l'università "La Sapienza" di Roma.
Tra i suoi hobby lo studio del pianoforte e la passione per la musica in genere.

## Principali risultati
1980 – 7º su 30 partecipanti al Campionato europeo dei giovani di Groninga nei Paesi Bassi.
1981 – Con 4,5 /6 contribuisce in modo determinante all'ottimo 2º posto dell'Italia (dietro alla Jugoslavia) nella "Mitropa Cup" giocata in Lussemburgo.
1982 – Vince, alla pari con Ernesto Iannacone e Giacomo Vallifuoco, il torneo di Palermo. Vince il premio Gioacchino Greco dell'AMIS per la sezione giovani giocatori.
1983 – 22º su 62 partecipanti al Campionato del mondo juniores di Belfort.
1984 – pari 2º-5º con Nigel Short, Maxim Dlugy, Igor Stohl e Hjorth nel torneo giovanile Oakham School in Inghilterra (vinse Niaz Murshed).
1985 – Vince il torneo di Civitavecchia davanti a Ljubislajevic e Ivkov.
1986 – Vince il festival internazionale di Ostia; vince l'open internazionale del Lido di Roma.
1987 – 2º al torneo semilampo di Nocera Inferiore, dietro a Ernesto Iannacone.
1988 – 3º-5º al torneo di Karlovac in Jugoslavia, dietro a Renzo Mantovani e Marangunic. Ottiene il titolo di Maestro Internazionale.
Vince il torneo San Giorgio su Legnano scacchi. Vincerà questo torneo anche nel 1989, 1991 e 1996.

Partecipa alle Olimpiadi Salonicco 1988 in 4ª scacchiera, realizzando + 3 – 2 = 4. D'Amore ha partecipato con la squadra italiana a nove Olimpiadi fino al 2006, realizzando il 59,5 % dei punti, terza migliore percentuale dopo Alvise Zichichi e Sergio Mariotti.
1990 – Vince con la "Associazione Romana Scacchi" la VII Coppa Italia a squadre.
1993 – 2º posto nel 25º Campionato italiano a squadre con la Mc Microcomputer di Roma, dietro alla vincitrice Marostica.
1994 – Vince con la Mc Microcomputers di Roma il campionato italiano a squadre. 2º dietro al GM Gyula Sax nel 5º Festival "Città di Catania", davanti a sette GM e 12 IM.
1995 – Vince il campionato italiano a squadre con la Mc Microcomputers di Roma per il secondo anno consecutivo.
1997 – Vince l'open di Nizza con 6 ½ su 7, davanti a 5 GM e 10 IM, con una performance Elo di 2840 punti.
2006 – Vince con la squadra di Padova il campionato italiano a squadre.
2008 – Vince ad Arvier il campionato italiano a squadre con la squadra C.S. Fischer di Chieti, che schiera Judit Polgár in 1ª scacchiera.
2009 – 3º posto nel 69º Campionato Italiano Assoluto a Sarre (AO).

## Partite notevoli
- D'Amore – Hamdouchi, Open di Nizza 1997, Premio di bellezza del torneo.

Difesa Pirc – 1. Cf3 c5 2. g3 Cc6 3. Ag2 g6 4. 0-0 Ag7 5. e4 d6 6. Cc3 e6 7. d3 Cge7 8. Ae3 Cd4 9. Dd2 0-0 10. Ch4 d5 11. Tae1 C:c2 12. D:c2 d4 13. Ad2 d:c3 14. b:c3 b6 15. e5 Tb8 16. Ag5 Aa6 17. Te3 Dd7 18. A:e7 D:e7 19. f4 Tfd8 20. Cf3 b5 21. Cg5 c4 22. d4 Da3 23. Df2 b4 24. f5 e:f5 25. g4 Ah6 26. Dh4 A:g5 27. D:g5 b3 28. g:f5 b:a2 29. e6 f6 30. D:f6 Tf8 31. De5 a1D 32. e7 D:f1+ 33. A:f1 Dc1 34. e:f8D+ T:f8 35. Tg3 Ac8 36. f6 Ad7 37. De7 Tf7 38. Dd8+ Tf8 39. D:d7 T:f6 40. Dd5+ Rg7 41. D:c4 a5 42. Dc7+ Tf7 43. De5+ Rg8 44. De2 a4 45. Tf3 T:f3 46. D:f3 a3 47. Rg2 Rg7 48. Ac4 Dd2+ 49. Df2 Dg5+ 50. Rf3 h5 51. Re4 Dg4+ 52. Re5 Dg5+ 53. Re6 Dg4+ 54. Rd6 Dc8 55. Df7+ Rh6 56. Dg8 Dh3 57. Dh8+ Rg5 58. De5+ Rh6 59. Df4+ Rh7 60. Ae6 (1-0).
- William Watson – D'Amore, Campionato del mondo juniores 1981  Viennese C26
- D'Amore–Sznapik, Campionato europeo a squadre 1989 Est-indiana
- D'Amore – Dimitrij Gurevich, New York open 1990 Apertura 1.g3
- Jan Plachetka - D'Amore, Olimpiadi Mosca 1994 Difesa Moderna 1.e4 g6
- D'Amore-Antonio Fernandes, Olimpiadi di Torino 2006 Siciliana Alapin B22